# Lützelau
Lützelau (althochdeutsch für kleine Insel) ist die kleinere der beiden Zürichseeinseln Ufenau und Lützelau. Sie ist rund 300 Meter lang und am breitesten Punkt rund 150 Meter breit. Die Fläche beträgt 3,38 ha. Sie liegt auf Gebiet der Gemeinde Freienbacher im Bezirk Höfe des Kantons Schwyz, nahe der Ortschaft Pfäffikon SZ. Eigentumsrechtlich ist sie im Besitz der Ortsgemeinde Rapperswil, heute Rapperswil-Jona.

## Geschichte
Die Insel wurde vor rund 10'000 Jahren vom Linthgletscher geschaffen. Urkundlich erwähnt wird die Insel erstmals 741. Damals war sie im Besitz von Beata, die gemeinsam mit ihrer Mutter Ata und weiteren Nonnen dort lebte. In der archäologisch belegten Kirche befanden sich Reliquien von Maria, Petrus, Martin, Leodegar und Petronella. Beata stattete die Kirche mit beträchtlichem Besitz aus. Um ihre Pilgerfahrt nach Rom zu finanzieren, verkaufte sie um 743 diesen Besitz an das Kloster St. Gallen. Bei einer Notgrabung 1964 wurden Reste des Frauenklosters und Grabstätten gefunden.
Im Spätmittelalter kam die Insel in den Besitz der Grafen von Rapperswil. Heute gehört sie zur Gemeinde Freienbach.

## Nutzung
Über viele Jahre verpachtete die Ortsbürgergemeinde Rapperswil die Insel der lokalen Tourismusorganisation, welche wiederum einen Endpächter einsetzte. Dieser betreibt den Inselkiosk und ist als Inselwart tätig. Die Insel selbst wird als Campingplatz genutzt. Im Rahmen des Ersatz des Kiosk war angedacht, dass die Ortsbürgergemeinde den Betrieb in Eigenregie übernehmen werde. Abklärungen mit der Standortgemeinde und dem Kanton Schwyz ergaben, dass weder eine Baubewilligung für den Kiosk, noch eine Betriebsbewilligung für den Campingplatz vorliegen. Namentlich wegen des Moorschutzes war es auch nicht möglich, dies nachträglich zu bewilligen.
Die Lützelau war nie nur eine Freizeitinsel, sondern Teil des Frauenwinkels, dem grössten zusammenhängenden Naturschutzgebietes am Zürichsee. Entsprechend entwickelte die Ortsbürgergemeinde für 2025 ein neues Nutzungskonzept. Es sieht vor, dass die heutige Insel für wenige, eine Insel für viele werde. Das Konzept für eine naturgemässe Nutzung entstand in langen Gesprächen zwischen der Ortsgemeinde Rapperswil als Eigentümerin und den involvierten kantonalen und eidgenössischen Ämtern.

## Naturschutzgebiet
Die Insel selbst sowie ihre Uferzonen und Schilfgürtel stehen unter Naturschutz. Von Mai bis Ende September kann auf der Insel in vorgegebenem Rahmen campiert werden. Es gibt ein Kaltwasserwaschbecken beim Inselhaus. Zusätzlich kann gegen Gebühr auch eine Warmwasserdusche genutzt werden. Die Insel wird durch einen Inselwart unterhalten, der im Auftrag des Verkehrsvereines Rapperswil-Jona arbeitet. Es existiert zudem ein Inseltaxi auf dem Wasser, das die Gäste zwischen Mai und Ende September mit dem sogenannten  Lütz-Shuttle von Rapperswil SG zur Lützelau und zurück bringt.